# Jean-Marie Ducos
Pour les articles homonymes, voir Ducos.
Jean-Marie Ducos est un homme politique français, né le 23 novembre 1758 à Masseube (Gers) et mort le 16 mars 1846 à Mirande (Gers).

## Mandats
- Député du Gers (1798-1799) ;
- Commissaire national près le Tribunal de Mirande ;
- Procureur syndic du district de Mirande ;
- Administrateur du département du Gers ;
- Sous-préfet de Mirande.